# Kraakda
Kraakda è un comune dell'Algeria, situato nella provincia di El Bayadh.